# Schillsdorf
Schillsdorf er en by og kommune i det nordlige Tyskland, beliggende i Amt Bokhorst-Wankendorf i den sydvestlige del af Kreis Plön. Kreis Plön ligger i den østlige/centrale del af delstaten Slesvig-Holsten.

## Geografi
Schillsdorf er beliggende omkring 10 km øst for Neumünster og omkring 5 km vest for Bundesautobahn 21 (den udbyggede Bundesstraße 404) fra Kiel mod Bad Segeberg, ved den tidligere jernbane fra Neumünster til Plön.